# Ancien temple de Guanyin
L'ancien temple de Guanyin (chinois simplifié : 观音古刹 ; chinois traditionnel : 觀音古剎 ; pinyin : Guānyīn Gǔchà) dans le district de Chuanying, à Jilin, dans la province chinoise du Jilin, Chine.

## Histoire
Le temple est fondé en 1753 dans la 18e année du règne de l'empereur Qianlong durant la dynastie Qing (1644–1911), et a subi deux rénovations, respectivement en 1938 et en 1980. Il est classé temple bouddhiste d'importance nationale en région Han depuis 1983.

## Architecture
Les bâtiments bien conservés comprennent la shanmen, pavillon des Rois célestes, pavillon de Guanyin, pavillon de textes bouddhistes, pavillon Mahavira, pavillon de dharma, etc.

### Pavillon de textes bouddhistes
Le pavillon de textes bouddhistes recueille 720 volumes du Canon chinois, qui a été imprimé en 1735 à la 13e année de Yongzheng ère de la dynastie Qing (1644–1911). il n'y a que deux séries de 1735 impressions de gravures sur bois de Canon chinois en Chine. 